# Lianhua (sockenhuvudort i Kina, Hunan Sheng, lat 25,94, long 112,28)
Lianhua (kinesiska: 莲花) är en sockenhuvudort i Kina. Den ligger i provinsen Hunan, i den södra delen av landet, omkring 260 kilometer söder om provinshuvudstaden Changsha. Antalet invånare är 9 547. Befolkningen består av 4 584 kvinnor och 4 963 män. Barn under 15 år utgör 21,0 %, vuxna 15-64 år 68 %, och äldre över 65 år 9,0 %.
Runt Lianhua är det tätbefolkat, med 383 invånare per kvadratkilometer. Närmaste större samhälle är Longquan, 8,2 km sydväst om Lianhua. I omgivningarna runt Lianhua växer huvudsakligen savannskog.
Genomsnittlig årsnederbörd är 1 888 millimeter. Den regnigaste månaden är augusti, med i genomsnitt 273 mm nederbörd, och den torraste är oktober, med 37 mm nederbörd.